# Vojtěch Benda
Vojtěch Benda (* 7. července 1975) je český ekonom, v letech 2016 až 2022 člen bankovní rady České národní banky.

## Život
V letech 1993 až 1999 vystudoval Fakultu mezinárodních vztahů Vysoké školy ekonomické v Praze (získal titul Ing.). V roce 1998 nastoupil do České národní banky jako referent do měnové sekce, později zastával v ČNB pozici hlavního analytika. Zabýval se makroekonomickými analýzami a prognózami české ekonomiky.
Během svého působení v ČNB absolvoval zahraniční odborné stáže věnované měnové politice a analytickým metodám. Jednalo se například o seminář při Mezinárodním měnovém fondu ve Vídni na téma makroekonomická analýza a politika, mezinárodní měnový seminář v Paříži u francouzské centrální banky či seminář zaměřený na užití časových řad a prognózování u italské centrální banky v Římě.
V letech 2006 až 2012 působil jako senior ekonom v mezinárodním týmu ekonomického výzkumu finanční skupiny ING, kde se věnoval makroekonomické analýze a strategii pro finanční trhy. V letech 2013 až 2014 měl na starosti analýzu a strategii akciových trhů jakožto hlavní ekonom ve společnosti BH Securities. Od dubna 2014 působil v ČNB jako poradce člena bankovní rady Jiřího Rusnoka.
Dne 17. května 2016 jej prezident Miloš Zeman jmenoval s účinností od 1. července téhož roku členem bankovní rady České národní banky. Post člena ČNB zastával do konce června 2022.